# Tour du Limousin 2016
Il Tour du Limousin 2016, quarantanovesima edizione della corsa e valevole come evento del circuito UCI Europe Tour 2016 categoria 2.1, si svolse in quattro tappe dal 16 al 19 agosto 2016 su un percorso totale di 704,2 km. La vittoria fu appannaggio dell'americano Joey Rosskopf che terminò la gara in 17h14'33", precedendo l'italiano Sonny Colbrelli e il francese Hubert Dupont. 
Sul traguardo di Limoges 126 ciclisti portarono a termine la competizione.

## Tappe
| Tappa  | Data      | Percorso                          | km    | Vincitore di tappa | Leader cl. generale |
| ------ | --------- | --------------------------------- | ----- | ------------------ | ------------------- |
| 1ª     | 16 agosto | Limoges > Oradour-sur-Glane       | 165,4 | Joey Rosskopf      | Joey Rosskopf       |
| 2ª     | 17 agosto | Dun-le-Palestel > Auzances        | 173,6 | Roman Maikin       | Joey Rosskopf       |
| 3ª     | 18 agosto | Le Lonzac > Liginiac              | 179,9 | Sonny Colbrelli    | Joey Rosskopf       |
| 4ª     | 19 agosto | Saint-Léonard-de-Noblat > Limoges | 185,3 | Sonny Colbrelli    | Joey Rosskopf       |
| Totale | Totale    | Totale                            | 704,2 |                    |                     |

## Squadre partecipanti
| N.      | Cod. | Squadra                      |
| ------- | ---- | ---------------------------- |
| 1-8     | BAR  | Bardiani-CSF                 |
| 11-18   | RLM  | Roubaix-Lille Métropole      |
| 21-27   | ALM  | AG2R La Mondiale             |
| 31-38   | BMC  | BMC Racing Team              |
| 41-47   | FDJ  | FDJ                          |
| 51-58   | MOV  | Movistar Team                |
| 61-68   | TNK  | Tinkoff                      |
| 71-78   | AND  | Androni Giocattoli-Sidermec  |
| 81-88   | CJR  | Caja Rural-Seguros RGA       |
| 91-98   | COF  | Cofidis, Solutions Crédits   |
| 101-108 | DMP  | Delko-Marseille Provence-KTM |

| N.      | Cod. | Squadra                     |
| ------- | ---- | --------------------------- |
| 111-118 | DEN  | Direct Énergie              |
| 121-128 | DPC  | Drapac Professional Cycling |
| 131-138 | FVC  | Fortuneo-Vital Concept      |
| 141-148 | GAZ  | Gazprom-RusVelo             |
| 151-158 | ROP  | Roompot Oranje Peloton      |
| 161-168 | ROT  | Team Roth                   |
| 171-178 | TSV  | Topsport Vlaanderen-Baloise |
| 181-188 | WGG  | Wanty-Groupe Gobert         |
| 191-198 | STH  | Wilier Triestina-Southeast  |
| 201-208 | ADT  | Armée de Terre              |
| 211-218 | AUB  | HP-BTP Auber 93             |

## Dettagli delle tappe

### 1ª tappa
- 16 agosto: Limoges > Oradour-sur-Glane – 165,4 km

Risultati
| Pos. | Corridore     | Squadra | Tempo    |
| ---- | ------------- | ------- | -------- |
| 1    | Joey Rosskopf | BMC     | 3h55'26" |
| 2    | Hubert Dupont | AG2R    | s.t.     |
| 3    | Nicolas Edet  | Cofidis | s.t.     |

| Pos. | Corridore     | Squadra | Tempo    |
| ---- | ------------- | ------- | -------- |
| 1    | Joey Rosskopf | BMC     | 3h55'16" |
| 2    | Hubert Dupont | AG2R    | a 4"     |
| 3    | Nicolas Edet  | Cofidis | a 5"     |

### 2ª tappa
- 17 agosto: Dun-le-Palestel > Auzances – 173,6 km

Risultati
| Pos. | Corridore         | Squadra  | Tempo    |
| ---- | ----------------- | -------- | -------- |
| 1    | Roman Maikin      | Gazprom  | 4h27'15" |
| 2    | Sonny Colbrelli   | Bardiani | s.t.     |
| 3    | Francesco Gavazzi | Androni  | s.t.     |

| Pos. | Corridore     | Squadra | Tempo    |
| ---- | ------------- | ------- | -------- |
| 1    | Joey Rosskopf | BMC     | 8h22'31" |
| 2    | Hubert Dupont | AG2R    | a 4"     |
| 3    | Nicolas Edet  | Cofidis | a 5"     |

### 3ª tappa
- 18 agosto: Le Lonzac > Liginiac – 179,9 km

Risultati
| Pos. | Corridore       | Squadra    | Tempo    |
| ---- | --------------- | ---------- | -------- |
| 1    | Sonny Colbrelli | Bardiani   | 4h23'52" |
| 2    | Jesús Herrada   | Movistar   | s.t.     |
| 3    | Carlos Barbero  | Caja Rural | s.t.     |

| Pos. | Corridore     | Squadra | Tempo     |
| ---- | ------------- | ------- | --------- |
| 1    | Joey Rosskopf | BMC     | 12h46'23" |
| 2    | Hubert Dupont | AG2R    | a 4"      |
| 3    | Nicolas Edet  | Cofidis | a 5"      |

### 4ª tappa
- 19 agosto: Saint-Léonard-de-Noblat > Limoges – 185,3 km

Risultati
| Pos. | Corridore         | Squadra  | Tempo    |
| ---- | ----------------- | -------- | -------- |
| 1    | Sonny Colbrelli   | Bardiani | 4h28'10" |
| 2    | Francesco Gavazzi | Androni  | s.t.     |
| 3    | Romain Feillu     | Auber 93 | s.t.     |

| Pos. | Corridore       | Squadra  | Tempo     |
| ---- | --------------- | -------- | --------- |
| 1    | Joey Rosskopf   | BMC      | 17h14'33" |
| 2    | Sonny Colbrelli | Bardiani | a 1"      |
| 3    | Hubert Dupont   | AG2R     | a 4"      |

## Evoluzione delle classifiche
| Tappa              | Vincitore          | Classifica generale Maglia gialla | Classifica scalatori Maglia rossa | Classifica giovani Maglia bianca | Classifica a squadre        |
| ------------------ | ------------------ | --------------------------------- | --------------------------------- | -------------------------------- | --------------------------- |
| 1ª                 | Joey Rosskopf      | Joey Rosskopf                     | Flavien Dassonville               | Diego Rubio                      | Androni Giocattoli-Sidermec |
| 2ª                 | Roman Maikin       | Joey Rosskopf                     | Flavien Dassonville               | Diego Rubio                      | Androni Giocattoli-Sidermec |
| 3ª                 | Sonny Colbrelli    | Joey Rosskopf                     | Flavien Dassonville               | Diego Rubio                      | Androni Giocattoli-Sidermec |
| 4ª                 | Sonny Colbrelli    | Joey Rosskopf                     | Flavien Dassonville               | Diego Rubio                      | Androni Giocattoli-Sidermec |
| Classifiche finali | Classifiche finali | Joey Rosskopf                     | Flavien Dassonville               | Diego Rubio                      | Androni Giocattoli-Sidermec |

## Classifiche finali

### Classifica generale - Maglia gialla
| Pos. | Corridore         | Squadra      | Tempo     |
| ---- | ----------------- | ------------ | --------- |
| 1    | Joey Rosskopf     | BMC          | 17h14'33" |
| 2    | Sonny Colbrelli   | Bardiani     | a 1"      |
| 3    | Hubert Dupont     | AG2R         | a 4"      |
| 4    | Nicolas Edet      | Cofidis      | a 5"      |
| 5    | Rodolfo Torres    | Androni      | a 10"     |
| 6    | Diego Rubio       | Caja Rural   | a 16"     |
| 7    | Théo Vimpère      | Auber 93     | s.t.      |
| 8    | Francesco Gavazzi | Androni      | a 17"     |
| 9    | Thomas Sprengers  | Topsport Vl. | a 19"     |
| 10   | Julien El Fares   | Delko-Mar.   | a 20"     |

### Classifica scalatori - Maglia rossa
| Pos. | Corridore           | Squadra        | Punti |
| ---- | ------------------- | -------------- | ----- |
| 1    | Flavien Dassonville | Auber 93       | 20    |
| 2    | Romain Le Roux      | Armée de Terre | 13    |
| 3    | Julien El Fares     | Delko-Mar.     | 8     |
| 4    | Hubert Dupont       | AG2R           | 6     |
| 5    | Marco Minnaard      | Wanty          | 6     |

### Classifica giovani - Maglia bianca
| Pos. | Corridore        | Squadra    | Tempo     |
| ---- | ---------------- | ---------- | --------- |
| 1    | Diego Rubio      | Caja Rural | 17h44'49" |
| 2    | Carlos Barbero   | Caja Rural | a 7"      |
| 3    | Fabien Doubey    | FDJ        | a 8"      |
| 4    | Romain Combaud   | Delko-Mar. | a 11"     |
| 5    | Guillaume Martin | Wanty      | s.t.      |

### Classifica a squadre
| Pos. | Squadra                      | Tempo     |
| ---- | ---------------------------- | --------- |
| 1    | Androni Giocattoli-Sidermec  | 51h44'43" |
| 2    | Wanty-Groupe Gobert          | a 17"     |
| 3    | Delko-Marseille Provence-KTM | s.t.      |
| 4    | Fortuneo-Vital Concept       | s.t.      |
| 5    | AG2R La Mondiale             | a 1'16"   |